# Ana Girardot
Ana Girardot (París, Francia, 1 de agosto de 1988) es una actriz francesa.

## Biografía
Nació en Paris, hija de los actores franceses Hippolyte Girardot e Isabel Otero, y nieta de los pintores Antonio Otero y Clotilde Vautier. Decidió convertirse en actriz a pesar de la oposición de su padre, trasladándose posteriormente a Nueva York por dos años para estudiar teatro en la escuela de actuación de Sheila Gray. Después de realizar personajes secundarios en cine y televisión, Girardot obtuvo un rol protagónico en la película Simon Werner a disparu de Fabrice Gobert, que fue estrenada en la sección Un certain regard del Festival de Cannes 2010.
Protagonizó un episodio de la serie francesa Chez Maupassant, una antología compuesta por adaptaciones de historias de Guy de Maupassant. El episodio, estrenado en mayo de 2011, estaba basado en el cuento Yvette. Al año siguiente apareció en la película Cloclo, que narra la vida del cantante Claude François, donde interpretó a su pareja Isabelle Forêt. También participó en la serie de televisión Les Revenants, un drama sobrenatural transmitido por la cadena de televisión francesa Canal+, cuyas dos temporadas se extendieron entre 2012 y 2015.
En 2014 debutó en el teatro con una adaptación de Romeo y Julieta de William Shakespeare, la que estuvo a cargo del director Nicolas Briançon y exhibida en el Teatro de la Porte Saint-Martin. Girardot interpretó a Julieta, mientras que Niels Schneider a Romeo. El mismo año se estrenó su primer proyecto internacional, el largometraje Escobar: Paradise Lost de Andrea Di Stefano, que gira en torno al narcotraficante colombiano Pablo Escobar, donde Girardot actuó junto a Josh Hutcherson y Benicio del Toro. Otras películas que estrenó en 2014 fueron La prochaine fois je viserai le coeur y Le beau monde, por las cuales recibió una nominación a los premios Lumières en la categoría de mejor actriz revelación.

## Filmografía

### Cine
| Año  | Título original                       | Personaje            |
| ---- | ------------------------------------- | -------------------- |
| 1992 | Après l'amour                         | Juliette             |
| 2010 | Simon Werner a disparu...             | Alice Cartier        |
| 2012 | Radiostars                            | Sabrina              |
| 2012 | Cloclo                                | Isabelle Forêt       |
| 2012 | Amitiés sincères                      | Clémence             |
| 2014 | La prochaine fois je viserai le coeur | Sophie               |
| 2014 | Le beau monde                         | Alice Fursac         |
| 2014 | Escobar: Paradise Lost                | Laure                |
| 2015 | Un homme idéal                        | Alice Fursac         |
| 2016 | Saint-Amour                           | La gemela            |
| 2017 | Ce qui nous lie                       | Juliette             |
| 2017 | Knock                                 | Adèle                |
| 2017 | Soleil battant                        | Iris                 |
| 2018 | Bonhomme                              | Marilyn Moreau       |
| 2019 | Deux moi                              | Mélanie Brunet       |
| 2019 | Entangled                             | Anna                 |
| 2020 | Cinquième set                         | Eve                  |
| 2020 | Des feux dans la nuit                 | Mia                  |
| 2021 | Ogre                                  | Chloé                |
| 2022 | La Maison                             | Emma                 |
| 2024 | Madame de Sévigné                     | Françoise de Sévigné |
| 2024 | El salario del miedo                  | Clara                |

### Televisión
| Año       | Título original                            | Personaje    | Notas              |
| --------- | ------------------------------------------ | ------------ | ------------------ |
| 2010      | Diane, femme flic                          | Lola         | 1 episodio         |
| 2011      | Chez Maupassant                            | Yvette       | Episodio: "Yvette" |
| 2012-2015 | Les Revenants                              | Lucy         | 16 episodios       |
| 2020      | La Flamme                                  | Anne         | 9 episodios        |
| 2021      | Totems                                     | Anne Mareuil | Serie              |
| 2022      | Le Flambeau: Les Aventuriers de Chupacabra | Anne         | Serie              |
| 2024      | La Fièvre                                  | Marie Kinsky | Serie              |
| 2024      | The Count of Monte Cristo                  | Mercédès     | Serie; 8 episodios |